# クネセト
クネセト（ヘブライ語: כנסת, アラビア語: كنيست）は、イスラエルの立法府である。

## 概説

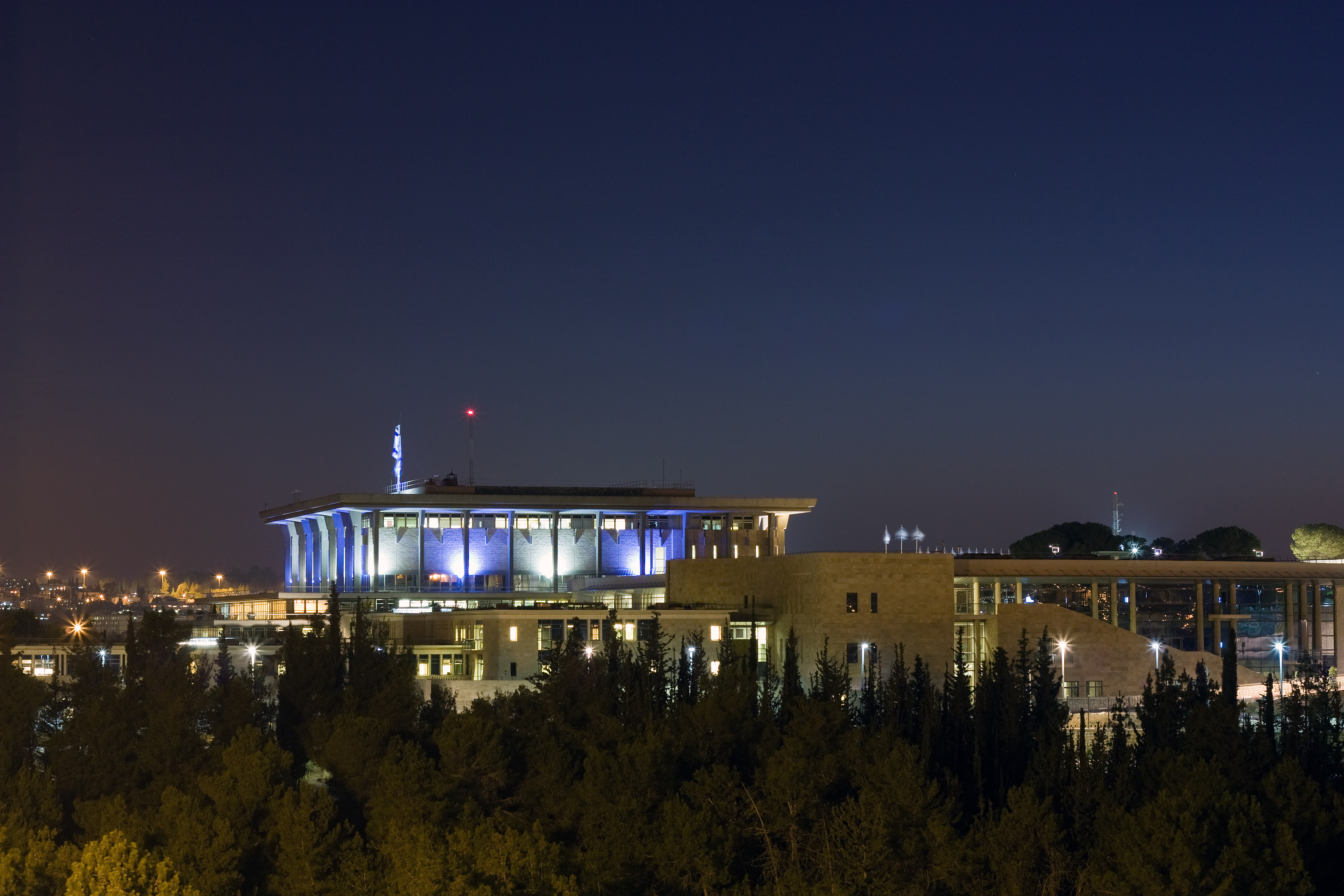
青と白のイルミネーションでライトアップされた夜のクネセト。青と白はイスラエルを象徴する色である

1958年に成立した基本法にクネセトについて規定されている。
一院制議会で常任委員会を通じて行政府を監督する。
第一回総選挙は1949年1月25日に行われ、マパイが36％、マパム（イスラエル統一社会党）が15％、統一宗教党が12％、右派のへルートが11.5％、一般シオニスト党が5％、進歩党4％、共産党3.5％、セファルディーム党が3.5％、そして残りの票をいくつかの少数派が分け合った。
クネセトは、議員の過半数の賛成により選挙の期限前実施、議員の3分の2の賛成により任期延長を可決することができる。過去、8回期限前実施が行われている。1973年の第四次中東戦争時、選挙の実施が一度延期されたことがある。
2009年1月、中央選挙委員会は、2月の総選挙でアラブ政党からの立候補を禁止すると発表した。アラブ人が個人としてその他の党派から立候補することは差し支えないとしている。人種差別と反発が起きている。最高裁によって、中央選挙委員会の決定は却下されたが、ガザ侵攻 (2009年)で、アラブ人との緊張が高まっていることが背景にあるという。
このことに限らず、クネセト内でのアラブ人議員やアラブ系政党の存在は常々イスラエル国内で議論の対象となっている。左派リベラル勢力（大手紙「ハアレツ」など）はイスラエルの民主主義を維持するために必要だとの立場をとる一方、リクードやその他右派政党、極右の入植者勢力などは「ユダヤ人国家」の純潔を穢すものとして、アラブ人議員追放、アラブ系政党禁止を主張することが多い。
また、過去に過激な極右政党（カハ）がクネセトに進出したことがあるが、勢力を拡大させる前に中央選管とイスラエル最高裁判所が手を打ってこの党の議席を没収し、クネセトから追放したことがある。

### 歴史
クネセトは、イスラエル独立時に制憲議会として設立された。しかし第一次中東戦争の最中であったことから憲法制定が最優先課題ではなかったため暫定憲法として基本法を暫時制定していき、最終的に憲法として取りまとめることを決定したことから、制憲議会としての性質を残したまま国の立法機関に移行した。
現在使われているクネセトの建物は1958年10月14日から建造を開始し、1966年8月31日に開館した。ユダヤ系の財閥であるロスチャイルド家などが建造資金を提供した。それまでは、「バイト・フルミン」と呼ばれたエルサレムの一角にあるビルが暫定的に使用されていた。
名称は、紀元前5世紀にエズラとネヘミヤによってエルサレムに招集されたユダヤの代表機関、クネセット・ハグドラ（大議会）に由来する。

### 定数
120。

### 選挙
全国選挙区で政党リスト（厳正拘束名簿式）に基づく完全比例代表制。政党がクネセトに議席を獲得するためには、総投票数の2％の障壁を超える必要がある。

### 選挙資格と被選挙資格
選挙権は18歳以上。被選挙権は21歳以上。

### 任期
4年。

## 院内勢力
| 政党 | 政党                       | 政治的思想                   | シンボル | 代表                         | 2022年総選挙 | 2022年総選挙 |
| 政党 | 政党                       | 政治的思想                   | シンボル | 代表                         | 得票率 (%)   | 獲得議席     |
| ---- | -------------------------- | ---------------------------- | -------- | ---------------------------- | ------------ | ------------ |
|      | リクード                   | 保守主義                     | מחל      | ベンヤミン・ネタニヤフ       | 23.41%       | 32 / 120     |
|      | イェシュ・アティッド       | 自由主義                     | פה       | ヤイル・ラピド               | 17.76%       | 24 / 120     |
|      | 宗教シオニスト党           | 宗教的シオニズム             | ט        | ベザレル・スモトリッチ       | 10.83%       | 7 / 120      |
|      | ユダヤの力                 | カハネ主義                   | ט        | イタマル・ベン-グヴィル      | 10.83%       | 6 / 120      |
|      | ノアム                     | 宗教的シオニズム             | ט        | アヴィ・マオズ               | 10.83%       | 1 / 120      |
|      | 国民統一連合               | 国民自由主義                 | כן       | ベニー・ガンツ               | 9.08%        | 8 / 120      |
|      | 新たな希望(ニュー・ホープ) | シオニズム                   | כן       | ギドン・サール               | 9.08%        | 4 / 120      |
|      | シャス                     | 宗教的保守主義               | שס       | アリエ・デライ               | 8.24%        | 11 / 120     |
|      | ユダヤ・トーラ連合         | 宗教的保守主義、非シオニズム | ג        | イツハク・ゴールドノップフ   | 5.88%        | 7 / 120      |
|      | イスラエル我が家           | 民族主義 世俗主義            | ל        | アヴィグドール・リーベルマン | 4.49%        | 6 / 120      |
|      | 統一アラブリスト           | 宗教的保守主義               | עם       | マンスール・アッバース       | 4.07%        | 5 / 120      |
|      | ハダシュ＝タール連合       | 左派、世俗主義               | ום       | アイマン・オデー             | 3.75%        | 5 / 120      |
|      | 労働党                     | 社会民主主義                 | אמת      | メラヴ・ミカエリ             | 3.69%        | 4 / 120      |